# Safran Transmission Systems
Cet article concerne l'entreprise française anciennement dénommée Hispano-Suiza. Pour le constructeur automobile espagnol, voir Hispano-Suiza.
Safran Transmission Systems, anciennement Société française Hispano-Suiza puis Hispano-Suiza, est une filiale du groupe français Safran, spécialisée dans l'étude et la fabrication de transmissions de puissance pour l'industrie aéronautique et spatiale.

## Historique

### Origine
Le 14 juin 1904, la société La Hispano-Suiza, Fábrica de Automóviles, S. A., de fabrication de moteurs et d'automobiles, est créée à Barcelone par : Damià Mateu i Bisa, président ; Francisco Seix Zaya, vice-président ; Marc Birkigt, directeur technique. La nouvelle société reprend les actifs d'une précédente société qui a fait faillite, dans laquelle travaillait déjà Birkigt. Elle mentionne « Hispano » et « Suiza » dans son nom car les nouveaux propriétaires espagnols utilisent les services essentiels du directeur technique Birkigt qui est de nationalité suisse.
En 1911, est créée à Levallois la division française d'Hispano-Suiza destinée à assembler et vendre en France les modèles de luxe. En 1914, Hispano-Suiza établit à Bois-Colombes une usine pour assembler ses automobiles. Hispano-Suiza entre également dans le domaine aéronautique, avec l’étude et la fabrication du fameux moteur d’avion à huit cylindres en V. La société française construit ou fait construire sous licence de nombreux moteurs équipant des avions français pendant la Première Guerre mondiale.
En 1923, à l’instigation du gouvernement français, la succursale de Bois-Colombes devient la Société Française Hispano-Suiza qui coupe tout lien juridique avec Barcelone.
En 1923, après la période de vaches maigres engendrée par les surplus de guerre, c'est la reprise des commandes. Hispano revient en force en 1924 avec notamment le Nieuport-Delage NiD.29. Les trois grandes marques Lorraine-Dietrich, Renault et Hispano-Suiza se partagent les trois quarts des commandes, Hispano-Suiza se concentrant plutôt sur les moteurs destinés aux avions de chasse. Hispano-Suiza lance en 1927 le moteur V12 à refroidissement liquide de 600 ch, qui réalisera la première traversée de l’Atlantique Sud la même année sur l’avion « Oiseau Canari », piloté par Costes et Le Bris. Jean Assolant, René Lefèvre et Armand Lotti traversent quant à eux l’Atlantique en 1929, de l’Europe vers les États-Unis, à bord du Bernard baptisé « Oiseau Canari », à moteur Hispano V12. Les 12 et 13 mai 1930, un Latécoère 28 à moteur Hispano-Suiza V12 piloté par Mermoz, Dabry et Gimié vole de Saint-Louis au Sénégal vers Natal au Brésil, en couvrant 3 400 km en vingt et une heures. En septembre 1930, la première traversée de l’Atlantique nord entre l’Europe et l’Amérique est effectuée par Costes et Bellonte à bord du « Point d’Interrogation », propulsé par un moteur Hispano-Suiza 12N de 650 ch. L'année 1931 marque une restructuration du capital d’Hispano-Suiza. En 1932, la firme produit trois cent cinquante moteurs, soit un peu moins d'un quart du marché français. Les moteurs Hispano-Suiza détiennent en 1933 la plupart des records en matière d’aviation.

En 1933, Hispano-Suiza conçoit le canon pour avion Hispano-Suiza HS-404. En mai 1937, apparaît en France la « Société d’exploitation des matériels Hispano-Suiza », dont l’État français détient 51 % du capital. En septembre 1939, Hispano produit cent trente-deux moteurs à Bois-Colombes. La firme abandonne la production d'automobiles en 1938.

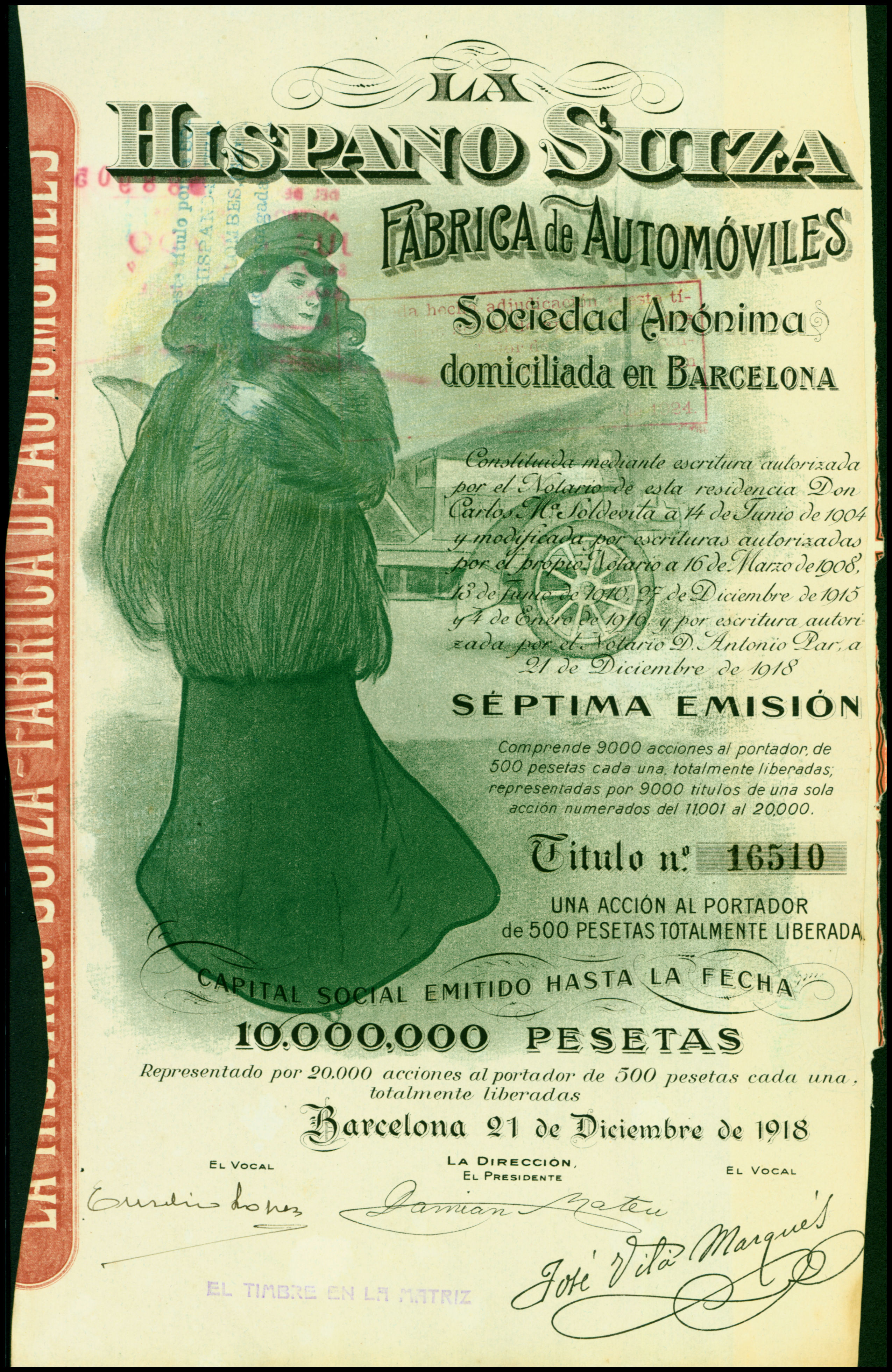
Action de la Hispano Suiza Fabrica de Automoviles SA, émise le 21 décembre 1918.

En 1936, la France nationalise toutes les usines produisant du matériel militaire. Comme Hispano-Suiza est détenue par des capitaux privés, en l'occurrence espagnols, la France ne nationalise que cette partie car elle ne dispose pas des fonds nécessaires pour racheter l'intégralité de la société à ses actionnaires privés.
Jusqu'au déclenchement de la Seconde Guerre mondiale en 1939, Hispano-Suiza va concevoir des moteurs d'avions, équipant notamment des avions Morane-Saulnier ou Dewoitine.

### Seconde Guerre mondiale
En 1939 et 1940, plusieurs appareils capables de rivaliser avec le nouveau Messerschmitt Bf 109 E sont mis en service dans la précipitation pour équiper l'armée française pour la Seconde Guerre mondiale, dont le Dewoitine D 520 à moteur Hispano-Suiza 12Y en 1940. L’Arsenal VG 33, propulsé par un Hispano-Suiza, arrivera quant à lui trop tard pour participer à la bataille de France.

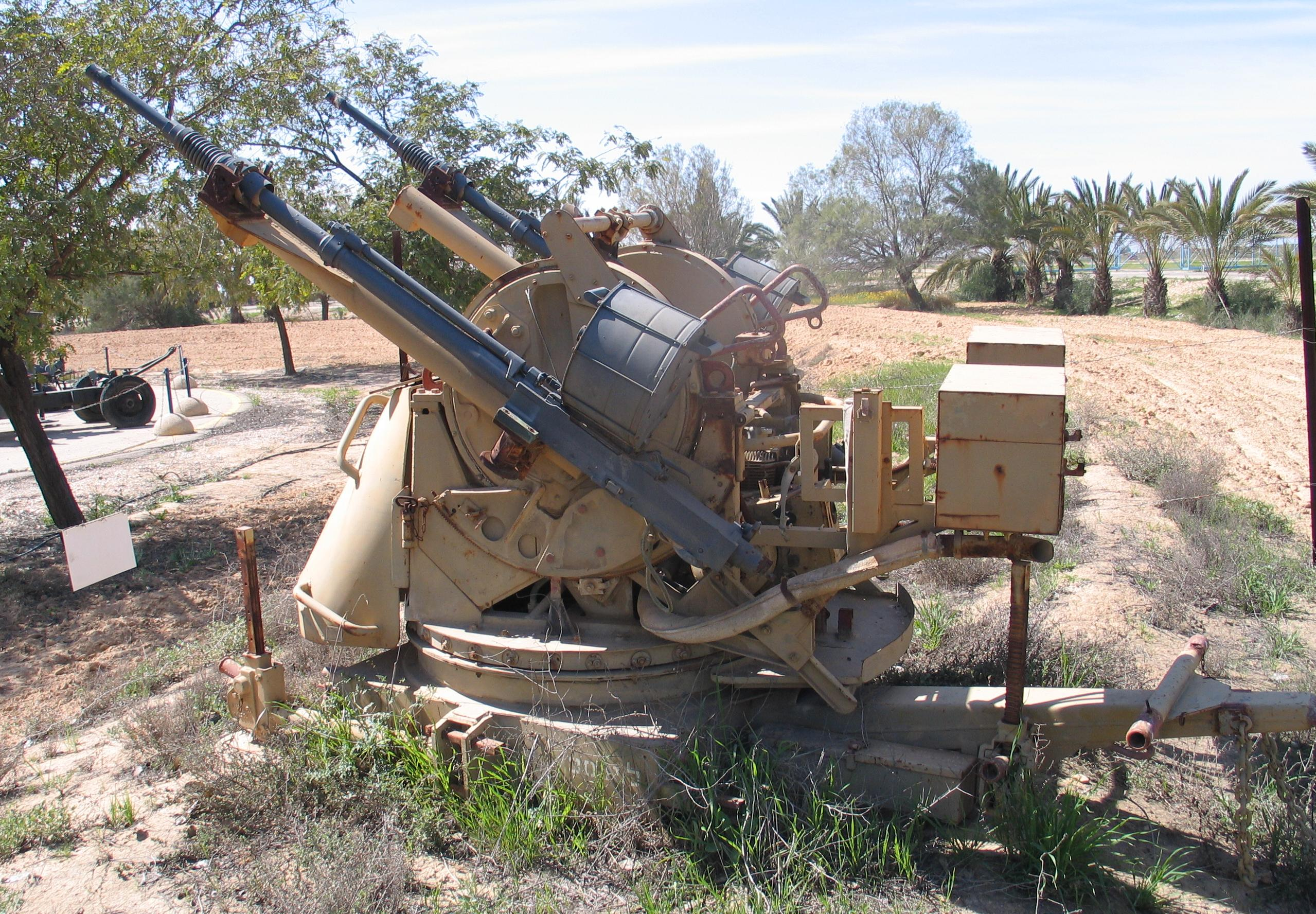
Hispano-Suiza HS-404.

Contrainte sous l'occupation allemande de travailler avec et pour les forces d’occupation, Hispano-Suiza se démarque des autres fournisseurs de matériel aéronautique par une certaine forme de résistance. Ainsi, fin mai 1940 début juin 1940, la production parisienne est décentralisée à Tarbes, avant que les Allemands ne réquisitionnent les usines parisiennes. Le personnel de direction tente de protéger les infrastructures et le personnel. Une certaine forme de résistance est organisée, ce qui a pour conséquence une faible productivité puisque environ huit mille cinq cents moteurs seront produits durant les cinquante-cinq mois, soit une moyenne de cent cinquante moteurs par mois, alors que les Allemands en produisaient vingt-cinq mille sur leur territoire. Des sabotages de moteur sont organisés, des études sont poursuivies, en secret, et des ouvriers se soustraient au Service du travail obligatoire qui les aurait envoyés en Allemagne. Très vite, le fossé se creuse avec les concurrents étrangers représentés par Pratt & Whitney, Wright, Allison, Rolls-Royce, Napier, Bristol, Daimler-Benz, BMW et Junkers. Les États-Unis produisent ainsi deux cent cinquante mille moteurs rien qu’en 1944. Enfin, la France est absente de la technologie des moteurs à réaction qui commence à naître.
Le 15 avril 1944, un commando de plusieurs organisations de résistance (les FTP, l'Armée secrète et le corps franc Pommiès, sabotent l'usine de Soues.
Au cours de cette période 1940-1944, l'usine aéronautique Hispano-Suiza (installée dans des carrières de Houilles, en proche banlieue ouest de Paris) est réquisitionnée par la Kriegsmarine (Torpedo Arsenals West). L'arsenal de torpilles est commandé successivement par : le contre-amiral Clamor von Trotha du 16 juillet 1942 au 25 février 1943 ; le contre-amiral Werner Lindenau du 26 février 1943 au 14 juillet 1943 ; le capitaine de vaisseau Erich Heymann du 15 juillet 1943 au 2 novembre 1944. En 1945, l'usine devient propriété de la Marine nationale. Les salariés Jean Multon (qui trahira) et Frédo Sérazin, compagnon de France Bloch-Sérazin, utilisèrent leur poste pour fournir des explosifs à la résistance.

### Après-guerre
De 1945 à 1970, la société Hispano-Suiza se spécialise dans les turbomachines et les équipements aéronautiques. Elle achète des licences de production et s’associe à d’autres constructeurs pour produire les modèles de réacteur Nene, Tay et Tyne qui propulseront les avions Mistral, Ouragan et Vampire. En 1949, Hispano-Suiza produit le réacteur Nene sous licence Rolls-Royce.
En 1956, Turbomeca et Hispano-Suiza créent la CGTM (pour « Compagnie générale de test de moteurs ») pour des essais de moteurs. La même année est constitué dans le groupe Hispano-Suiza une nouvelle société : Levallois Villiers. Il s'agit d'une structure juridique et financière sans activité de production au capital de 75 millions d'anciens francs.
En juillet 1963, la marque et l'usine Bugatti sont finalement vendues à Hispano-Suiza et le site de Molsheim est reconverti pour accueillir des ateliers aéronautiques.
En janvier 1964, Rolls-Royce et Hispano-Suiza signent un accord de licence pour la production conjointe du turbopropulseur Tyne. En juillet de la même année, Hispano-Suiza sépare ses activités de fabrication de pièces neuves de celles de réparation. Sa société Levallois Villiers, implantée à Châtellerault, devient alors la « Société châtelleraudaise de travaux aéronautiques » (la SOCHATA) et elle est chargée de la révision des moteurs d'aviation.
Le 28 mai 1968, Hispano-Suiza, la SACM et la Snecma négocient un rapprochement avec la Société d'exploitation des matériels Hispano-Suiza et ses filiales. Il se concrétise par l'apport des activités d'Hispano-Suiza à la Snecma qui les structure dans quatre sociétés :
- SEMHS (Société d'exploitation des matériels Hispano-Suiza) : activités moteurs, nucléaires, turbomachines industrielles, atterrisseurs ;
- SEMMB (Société d'exploitation des matériels Martin-Baker) : sièges éjectables (filiale commune SEMHS - Martin-Baker Aircraft) ;
- SOCHATA (Société châtelleraudaise de travaux aéronautiques) : réparations des moteurs d'aviation (usine de Châtellerault) ;
- Société des automobiles Bugatti : turbocompresseurs, moteurs diesel, atterrisseurs.

### Acquisition par la Snecma puis Safran
Hispano-Suiza devient en 1970 une société de la Snecma et se spécialise dans la conception et la fabrication de transmissions mécaniques de puissance, pour l'aéronautique civile et militaire. Hispano-Suiza est implantée à Bois-Colombes (Hauts-de-Seine), à Réau-Villaroche (Seine-et-Marne) et à Guyancourt (Yvelines) . Elle équipe principalement les moteurs CFM56 (Snecma-GE) et Trent (Rolls-Royce) et est partenaire de la coentreprise FADEC International avec BAE Systems.
En 1971, les activités « atterrisseurs » d’Hispano-Suiza et de Messier Automobiles sont fusionnées pour créer Messier-Hispano. En 1975, la SOCHATA, filiale d'Hispano-Suiza, et la division réparation de la Snecma, localisée à Boulogne-Billancourt, sont regroupées au sein de la filiale nommée Sochata-Snecma.
Hispano-Suiza fusionne en 1977 avec la CNMP (Compagnie normande de mécanique de précision) du Havre qui s’était rapprochée d’Hispano-Suiza à partir de 1969 pour développer ensemble des éléments du moteur CFM56. En 1979, Hispano-Suiza a la maîtrise d’œuvre pour la réalisation des chaînes cinématiques dans le groupe Safran. Cette année marque l'entrée du site du Havre dans le domaine des inverseurs de poussée. Le premier inverseur est fabriqué en mai 1979. Les premiers boîtiers d’entraînement des équipements du moteur CFM56 sortent en 1980.
Hispano-Suiza est sélectionnée en 1984 comme fournisseur de l’inverseur de poussée de l’Airbus A320, des boîtiers d’entraînement d’équipements et d’accouplements flexibles pour le M88 du Rafale, puis en 1989 pour la conception et la réalisation de la transmission de puissance du moteur Trent de Rolls-Royce. Hispano-Suiza obtient la même année le marché du groupe de lubrification de la boîte de transmission de puissance de l’hélicoptère Tigre.
En 1991 est livrée la 5000e transmission de puissance CFM56. En 1993 a lieu la livraison des premiers systèmes de transmission de puissance du Trent 700 destinés à l’Airbus A330.
En 1997, les activités transmissions de puissance et pièces Tyne de Bois-Colombes sont transférées à Colombes, proche de l'usine Snecma de Gennevilliers. Au début de la décennie, l'entreprise avait déjà quitté son site de Bouviers. Hispano-Suiza installe en 1999, sur un site industriel à Bezons, son activité de production de pièces de mécanique fine pour l’aéronautique et celle de conception et production de turbocompresseurs pour moteurs diesel.
En 2001, Hispano-Suiza est sélectionnée par Aircelle pour le développement du système d’actionnement électronique unique au monde des inverseurs de poussée sur les nacelles Trent 900, GP7200 de l’Airbus A380.
L'année 2002 marque le regroupement dans Hispano-Suiza de l’ensemble des compétences relatives à la conception, la réalisation et l’intégration de systèmes de régulation moteur et transmissions de puissance. Hispano-Suiza crée avec BAE Systems une coentreprise à 50/50 appelé FADEC International, fonde le site de Réau, devient maître d’œuvre du système de régulation du M88 et de son calculateur et cède son activité turbocompresseurs à Turbomeca.
En 2003, Hispano-Suiza et BAE Systems fournissent le calculateur de régulation à pleine autorité (FADEC) du moteur GP7200 d’Engine Alliance pour l’A380. Hispano-Suiza est sélectionnée par Rolls-Royce pour le développement et la production du système de transmission de puissance du moteur BR710 destiné au biréacteur d’affaires Bombardier Global 5000. Le FADEC EEC d’Hispano-Suiza Canada est retenu avec le Pratt & Whitney 610 pour le biréacteur Eclipse 500. Hispano-Suiza est sélectionnée pour son système de régulation sur le TP400-D6 de l’Airbus A400M.
En 2004, Hispano-Suiza livre la 14 000e transmission de puissance du CFM 56 et la 1 000e transmission de puissance du moteur Trent à Rolls-Royce. Hispano-Suiza fournira le système complet de régulation du SAM146.
En 2005 est créé le Groupe Safran, issu de la fusion de Snecma et Sagem. Hispano-Suiza devient filiale de Safran, groupe international de haute technologie. En juillet, Snecma Polska devient filiale d’Hispano-Suiza et est rebaptisée Hispano-Suiza Polska. Ce centre de production est spécialisé dans la fabrication de pignons, carters équipés et autres pièces usinées pour l’activité transmissions mécaniques de puissance.
En 2006, Hispano-Suiza Canada, précédemment filiale de Messier-Dowty International, devient société d’Hispano-Suiza. Cette société est spécialisée dans la conception, le développement et la production de calculateurs pour l’aviation d’affaires. La 3 000e transmission de puissance est livrée au client Rolls-Royce. Hispano-Suiza est sélectionnée par Eurocopter pour le développement et la fourniture des boîtiers d’accessoires de la boîte de transmission principale de l’hélicoptère EC175, et par Rolls-Royce pour la conception, le développement, la production et le support en service d’une transmission de puissance destinée à une nouvelle version de moteur de la famille BR725 destiné au Gulfstream G650. General Electric sélectionne FADEC International pour le développement, la production et le support en service du calculateur de régulation du moteur GEnx destiné au Boeing 747-8 et 787.
En 2007, premier vol de l'A380 sur la ligne Singapour–Sydney (succès de la mise en service du système ETRAS, premier actionneur électrique d'inverseurs de poussée au monde équipant les nacelles du Trent 900 de Rolls-Royce). Obtention de la certification du système ETRAS pour les nacelles du moteur GP7200 d'Engine Alliance.
En 2008, l'établissement d'Hispano basé à Réau-Villaroche est dissous. Les salariés sont répartis entre différentes entreprises du groupe Safran : la Snecma et Safran Power à Villaroche et Safran Electronics à Massy.
En février 2008 est livré à Eurocopter le premier jeu prototype des boîtiers d’accessoires (AGB — Accessory GearBox) destiné aux essais sur la BTP (c'est-à-dire la « boîte de transmission principale ») de l'hélicoptère EC175. Au mois de mars 2008, Hispano-Suiza livre à Rolls-Royce Deutschland le premier relais d’accessoires du moteur BR725 destiné au G650 de Gulfstream. En juillet, Hispano-Suiza est sélectionnée par Rolls-Royce pour la conception, le développement, la production et le support en service de la transmission de puissance du moteur Trent XWB destiné à l'A350 XWB.

Logo de 2010 à 2016.

En 2010, les designers Erwin Himmel (ex-salarié de Volkswagen) et Olivier Boulay (ex de Daimler) rachète les droits de la marque Hispano-Suiza auprès de Safran, et fonde la Hispano Suiza Automobile Manufaktur AG, une société de droit suisse, relançant la production automobile.
En juillet 2014, Rolls-Royce et Hispano-Suiza signent un protocole d'accord pour créer une coentreprise et développer de systèmes de transmission de puissance.
En 2016, toutes les sociétés du groupe prennent le nom Safran, ainsi Hispano-Suiza est renommée Safran Transmission Systems. C'est une filiale, de facto une marque et une division de la société Safran,.

## Production

### Moteurs d'avions

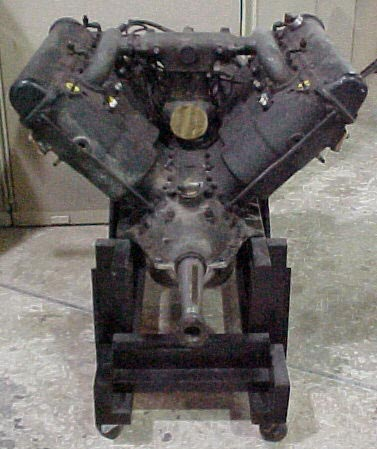
Moteur type 8-A de 1914.

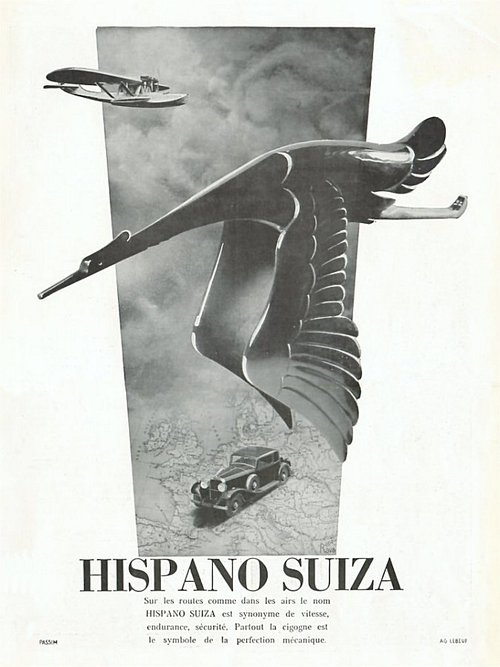
Affiche publicitaire d'Hispano Suiza.

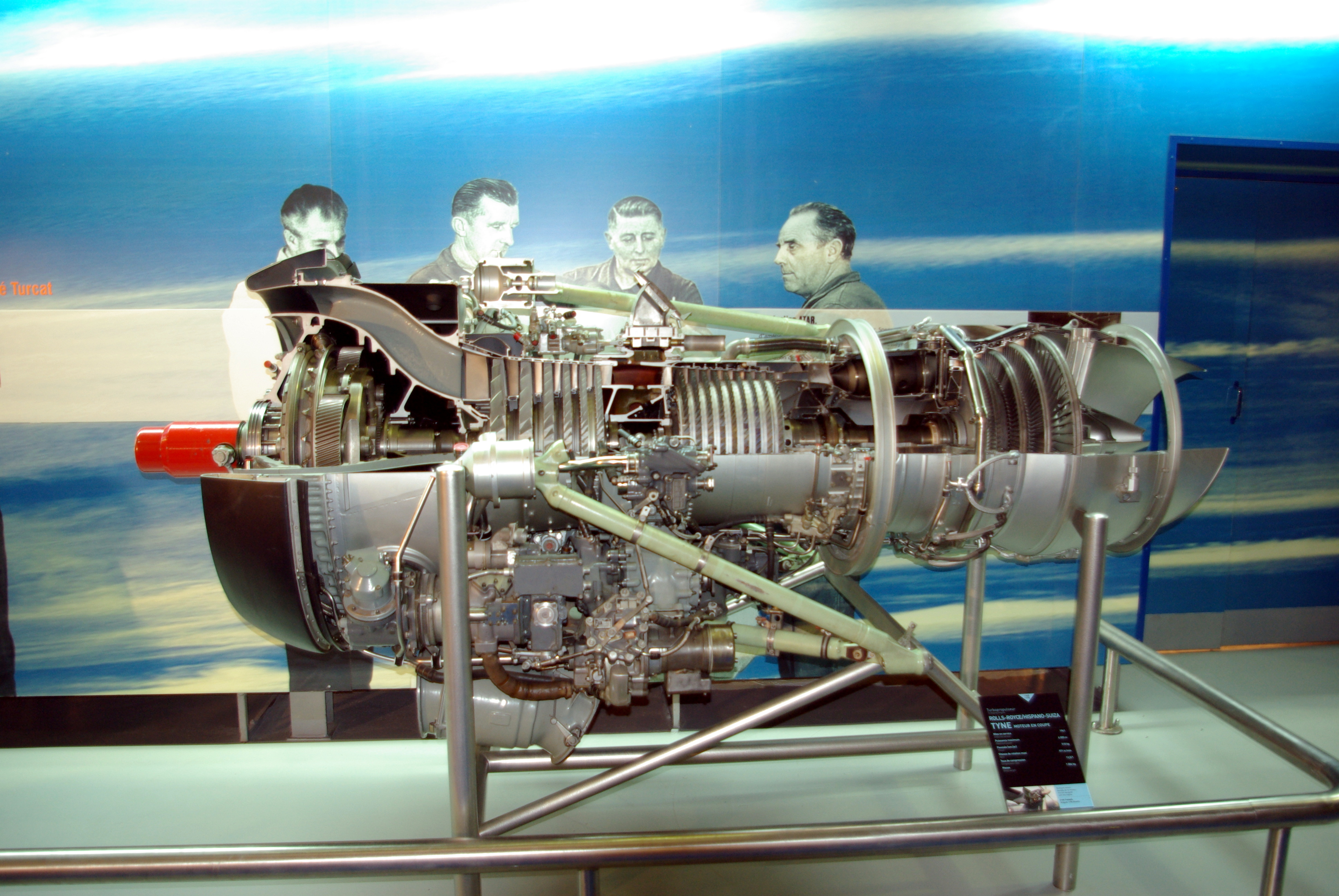
Hispano-Suiza Tyne.

| 8 cylindres en V à 90°  | 8 cylindres en V à 90° | 8 cylindres en V à 90°   | 8 cylindres en V à 90° | 8 cylindres en V à 90° |
| ----------------------- | ---------------------- | ------------------------ | ---------------------- | ---------------------- |
| 1914                    | 8A                     | 11 760 cm3 (120x130)     | 140 ch                 | 1 900 tr/min           |
| 1915                    | 8Aa                    | 11 760 cm3 (120x130)     | 150 ch                 | 2 000 tr/min           |
| 1916                    | 8Ab                    | 11 760 cm3 (120x130)     | 180 ch                 | 2 100 tr/min           |
| 1917                    | 8Ba                    | 11 760 cm3 (120x130)     | 200-235 ch             | 2 300 tr/min           |
| 1918                    | 8F                     | 18 460 cm3 (140x150)     | 300 ch                 | 2 100 tr/min           |
| 12 cylindres en V à 60° |                        |                          |                        |                        |
| 1925                    | 12Hb                   | 27 700 cm3 (140x150)     | 590 ch                 | 2 000 tr/min           |
| 1925                    | 12Jb                   | 20 400 cm3 (120x150)     | 460 ch                 | 2 000 tr/min           |
| 1928                    | 12Lb                   | 31 400 cm3 (140x170)     | 630 ch                 | 2 000 tr/min           |
| 1928                    | 12Mb                   | 27 000 cm3 (130x170)     | 570 ch                 | 1 950 tr/min           |
| 1930                    | 12Nbrs                 | 36 000 cm3 (150x170)     | 650 ch                 | 1 950 tr/min           |
| 1932                    | 12Xirs                 | 27 000 cm3 (130x170)     | 650 ch                 | 2 600 tr/min           |
| 1940                    | 12Y-51                 | 36 000 cm3 (150x170)     | 1 100 ch               | 2 750 tr/min           |
| 12 cylindres en W à 60° |                        |                          |                        |                        |
| 1925                    | 12Gb                   | 27 700 cm3 (140x150)     | 585 ch                 | 2 000 tr/min           |
| 18 cylindres en W à 80° |                        |                          |                        |                        |
| 1929                    | 18R                    | 54 000 cm3 (150x170)     | 1680 ch                | 2 400 tr/min           |
| 1929                    | 18Sb                   | 54 000 cm3 (150x170)     | 1000 ch                | 2000 tr/min            |
| 1929                    | 18Sbr                  | 54 000 cm3 (150x170)     | 1000 ch                | 2000 tr/min            |
| 9 cylindres en étoile   |                        |                          |                        |                        |
| 1930                    | 9Qa                    | 15 960 cm3 (127x140)     | 230 ch                 | 1 800 tr/min           |
| 1931                    | 9Qb                    | 15 960 cm3 (127x140)     | 250 ch                 | 2 000 tr/min           |
| 1931                    | 9Qc                    | 15 960 cm3 (127x140)     | 300 ch                 | 2 200 tr/min           |
| 1932                    | 9Qdr                   | 15 960 cm3 (127x140)     | 350 ch                 | 2 200 tr/min           |
| 1932                    | 9V                     | 29 880 cm3 (155,6x174,7) | 650 ch                 | 1 900 tr/min           |
| 1932                    | 9Vr à réducteur        | 29 880 cm3 (155,6x174,7) | 650 ch                 | 1 900 tr/min           |
| 14 cylindres en étoile  |                        |                          |                        |                        |
| 1934                    | 14Ha                   | 45 240 cm3 (155,6x170)   | 1120 ch                | 2 125 tr/min           |
| 1934                    | 14Hb                   | 26 050 cm3 (135x130)     | 725 ch                 | 2 400 tr/min           |

Production sous licence Rolls-Royce
- Rolls-Royce RB.41 / Hispano-Suiza Nene
- Rolls-Royce RB.44 / Hispano-Suiza Verdon
- Rolls-Royce RB.109 / Hispano-Suiza Tyne

### Transmissions de puissance
CFM International
- CFM56
- LEAP

Europrop International
- TP400

GRTS (Snecma-Turbomeca)
- Larzac

Rolls-Royce plc
- Rolls-Royce RB.109 Tyne

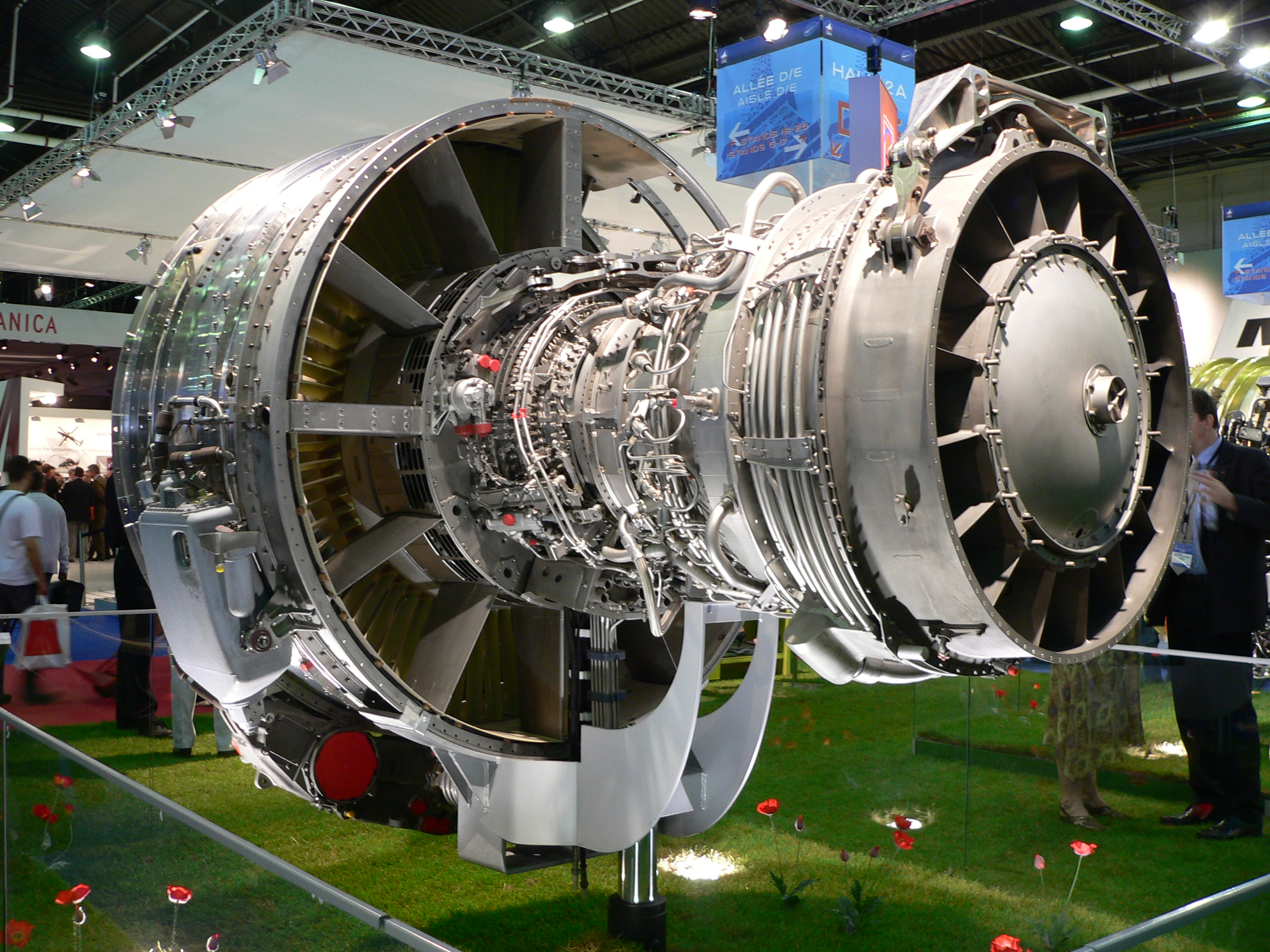
Sur la transmission de ce CFM56, les accessoires n'ont pas été montés (obturateurs rouges).

- BR710/715/725 (avec réservoir d'huile)
- Trent 700/800/500
- Trent XWB (avec réservoir d'huile)

Snecma
- ATAR
- M53
- M88 (support d'équipements, relais d'accessoires, arbre d'entraînement)

### Réducteurs
Light Helicopter Turbine Engine Company (en)
- CTS800

Rolls-Royce plc
- Rolls-Royce RB.109 Tyne

## Établissements de Safran Transmission Systems en Europe
| Site      | Effectif | Activité                                |
| --------- | -------- | --------------------------------------- |

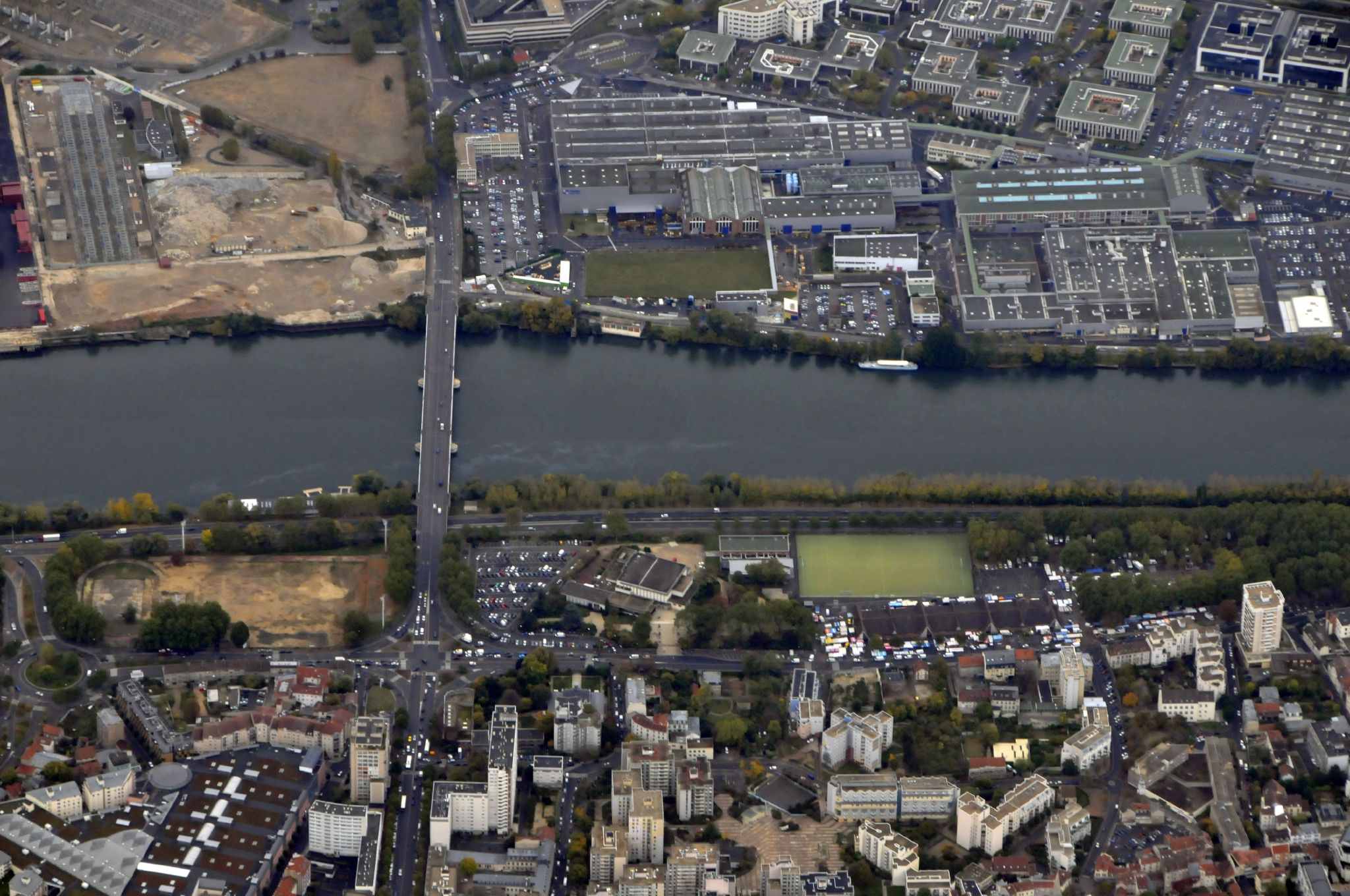
L'usine de Colombes, dans le port de Gennevilliers

| Derby     | ?        | Aero Gearbox International              |
| Colombes  | 900      | Usinage et centre de développement      |
| Dahlewitz | ?        | Aero Gearbox International              |
| Sędziszów | ?        | Aero Gearbox International : production |

| Colombes Derby Dahlewitz Sędziszów |